# Os Mutantes
Os Mutantes (Portugiesisch für Die Mutanten) waren eine einflussreiche brasilianische Psychedelic-Rock-Band, die aus der Tropicalismo-Bewegung gegen Ende der 1960er Jahre hervorging.

## Geschichte

Os Mutantes, 1969

Os Mutantes wurden 1966 in São Paulo, Brasilien von den Brüdern Arnaldo Baptista (Bass, Keyboards und Gesang) und Sérgio Dias (Gitarre und Gesang) sowie der Sängerin Rita Lee gegründet. 1971 kamen der Bassist Liminha und der Schlagzeuger Dinho offiziell hinzu. Zusammen veröffentlichten sie 5 Alben, bevor Lee die Band 1972 verließ, um ihre eigene Solo-Karriere zu starten. Arnaldo verließ die Band 1973 aufgrund seiner anhaltenden Probleme mit LSD, gefolgt von Dinho und – einem Jahr später – Liminha. Sérgio Dias leitete die Band als einziges ursprüngliches Mitglied bis zu ihrer Auflösung im Jahr 1978.

### Einflussnahme
Obwohl sie zu ihrer Zeit nur eingeschränkten Erfolg ernteten, beeinflussten Os Mutantes eine Vielzahl brasilianischer Bands wie Pato Fu oder Júpiter Maçã. Weiterhin zählen viele zeitgenössische Underground- und Independent-Bands in den Vereinigten Staaten und Europa Os Mutantes zu ihren Haupteinflüssen. Kurt Cobain z. B. hat 1993 öffentlich um eine Reunion-Tour des Trios gebeten. Beck zollte ihnen mit der Single Tropicalia auf seinem Album Mutations Tribut. Talking-Heads-Frontmann David Byrne sorgte für die Veröffentlichung und Promotion des Backcatalogues unter seinem eigenen Label Luaka Bop. Of-Montreal-Frontman Kevin Barnes bezeichnete Os Mutantes mehrfach als seinen wichtigsten musikalischen Einfluss.

### 2006 Wiedervereinigung
Os Mutantes (Arnaldo, Sérgio und Dinho, ohne Rita Lee und Liminha – Rita Lee wurde ersetzt durch Zélia Duncan als Sängerin) gaben im Rahmen der Tropicália-Ausstellung im Barbican Centre in London am 22. Mai 2006 ihr erstes Konzert seit 1978. Weitere Auftritte in der Webster Hall in New York, der Hollywood Bowl zusammen mit den Flaming Lips in Los Angeles, dem The Fillmore in San Francisco, Seattle, Denver, auf dem Pitchfork Music Festival in Chicago, und in Miami folgten. 2009 erschien mit Haih Or Amortecedor ihr erstes Studioalbum seit 35 Jahren. Des Weiteren gründet Sérgio Dias im folgenden Jahr zusammen mit Mitgliedern von Tahiti Boy and the Palmtree Family die Band The Lillies, auf deren Debütalbum Gastbeiträge von Iggy Pop und Jane Birkin zu hören sein werden.

## Diskografie

### Alben
- 1968: Os Mutantes
- 1969: Mutantes
- 1970: A Divina Comédia ou Ando Meio Desligado
- 1971: Jardim Elétrico
- 1972: Mutantes e Seus Cometas no País do Baurets
- 1974: Tudo Foi Feito Pelo Sol
- 1976: Mutantes Ao Vivo
- 1992: O A e o Z (aufgenommen 1973)
- 2000: Tecnicolor (aufgenommen 1970)
- 2007: Barbican Theatre, London 2006
- 2009: Haih Or Amortecedor

### Singles
- 1968: A Minha Menina/Adeus Maria Fulô
- 1968: É Proibido Proibir/Ambiente de Festival (mit Caetano Veloso)
- 1969: Dois Mil e Um/Dom Quixote
- 1969: Ando Meio Desligado/Não Vá Se Perder Por Aí
- 1971: Top Top/It's Very Nice Pra Xuxu
- 1972: Mande Um Abraço Pra Velha

### EPs
- 1968: A Voz do Morto/Baby/Marcianita/Saudosismo (mit Caetano Veloso)
- 1969: Fuga nº II/Adeus, Maria Fulô/Dois Mil e Um/Bat Macumba
- 1970: Hey Boy/Desculpe Babe/Ando Meio Desligado/Preciso Urgentemente Encontrar Um Amigo
- 1976: Cavaleiros Negros/Tudo Bem/Balada do Amigo

### Offizielle Websites
- Offizielle Website der Band (brasilianisches Portugiesisch)
- Arnaldo Baptistas offizielle Website (brasilianisches Portugiesisch)
- Rita Lees offizielle Website (brasilianisches Portugiesisch)

### Weitere Links
- Os Mutantes bei Discogs
- Os Mutantes bei AllMusic (englisch)
- Slipcue.com Guide to Brazilian Music (englisch)
- Perfect Sound Forever (englisch)